# Giuseppe di Stefano
Giuseppe Di Stefano (24 de juliol de 1921 - 3 de març de 2008) va ser un tenor operístic italià que va cantar professionalment des de mitjans dels anys quaranta fins a principis dels noranta.

Anomenat Pippo tant pels seguidors com pels amics, era conegut com la "veu d'or" o "La veu més bella", com el veritable successor de Beniamino Gigli. Luciano Pavarotti va dir que es va modelar després de Di Stefano. En una entrevista, Pavarotti va dir 
| « | "Di Stefano és el meu ídol. Hi ha una veu solar... Va ser la veu més oberta i increïble que es podia escoltar. La musicalitat de Di Stefano és tan natural i bella com la veu és fenomenal". | » |

Di Stefano també va ser el tenor que més va inspirar Josep Carreras. Va morir el 3 de març de 2008 com a resultat de les ferides d'un atac per part d'agressors desconeguts.

## Joventut i formació musical
Giuseppe Di Stefano va néixer a Motta Sant'Anastasia, un poble prop de Catània, Sicília, el 1921. Quan tenia sis anys es va traslladar a Milà amb els seus pares. Era l'únic fill d'un carrabiner convertit en sabater i de la seva dona modista. Di Stefano es va educar en un seminari jesuïta i va contemplar breument entrar al sacerdoci.
Quan tenia 16 anys, va esclatar en cançons després de perdre una partida de cartes, i l'amic amb qui jugava va dir que havia d'entrenar la seva veu. Dos anys més tard va començar a estudiar seriosament amb els barítons Luigi Montesanto i Mariano Stabile, aquest últim va pressionar al jove tenor de la importància de la dicció clara, consell que va seguir fàcilment.
La Segona Guerra Mundial va interrompre la carrera inicial de Di Stefano, ja que va haver d'incorporar-se a l'exèrcit italià, on sovint entretenia les tropes amb el seu cant. Era considerat un soldat tan dolent que el seu comandant va decidir que serviria millor al seu país deixant les forces per cantar. Va actuar sota el pseudònim de Nino Florio fins que Itàlia va ser derrotada, quan va fugir a Suïssa. Després d'un període d'internament se li va permetre cantar a Lausanne Radio, on va fer el primer dels seus enregistraments, revelant una veu de tenor de decidida bellesa i un cantant amb personalitat. Va gravar moltes de les seves cançons natives sicilianes, els registres de les quals el van cridar per primera vegada l'atenció d'oïdes més exigents fora d'Itàlia a finals dels anys quaranta.

## Carrera
Va començar la seva carrera com a tenor líric, destacant en papers com Nemorino a L'Elisir d'Amore de Domenico Donizetti i Alfredo a La Traviata de Giuseppe Verdi. Va debutar a Nova York al Metropolitan Opera el febrer de 1948 com a duc de Màntua al Rigoletto de Verdi després de cantar el paper a Riccione amb Hjördis Schymberg l'agost de l'any anterior. Després de la seva actuació a Manon un mes més tard, Musical America va escriure que Di Stefano 
| « | "tenia el so ric vellut que poques vegades hem sentit des dels dies de Gigli". | » |

Va continuar actuant regularment a Nova York durant molts anys. El 1957, Di Stefano va fer el seu debut britànic al Festival d'Edimburg com Nemorino a L'elisir d'amore i la seva Royal Opera House, Covent Garden, debut el 1961, com Cavaradossi a Tosca.

Com a cantant, Di Stefano va ser admirat per la seva excel·lent dicció, el seu timbre únic, el lliurament apassionat i, en particular, per la dolçor del seu cant suau. En el seu debut a l'emissió de ràdio del Metropolitan Opera a Faust, va atacar el Do fort agut i després es va suavitzar a un pianissimo. Sir Rudolf Bing va dir a les seves memòries: 
| « | "El moment més espectacular del meu any d'observació havia arribat quan vaig escoltar el seu diminuendo en do agut a "Salut! demeure" a Faust: mai, mentre visqui, oblidaré la bellesa d'aquest so". | » |

Durant els seus anys de celebritat internacional, Di Stefano va guanyar un Orfeo d'or, un premi musical italià.
El 1953 Walter Legge, líder de l'ala clàssica d'EMI, va voler un tenor per gravar totes les òperes italianes populars amb Maria Callas, i va triar Di Stefano. Entre els seus èxits en la gravació es trobava la famosa gravació d'estudi de 1953 de Tosca amb Víctor de Sabata, que es considera "com una de les grans actuacions de la història del gramòfon". Els dos també van actuar junts a l'escenari amb freqüència, des de 1951 a Amèrica del Sud fins a finals de 1957 a Un ballo in maschera a La Scala, l'última vegada que els dos van col·laborar en una òpera. Va cantar Alfredo a la famosa producció de Visconti de La traviata el 1955 a La Scala, així com Edgardo a la seva Lucia sota la direcció d'Herbert von Karajan a La Scala, Berlín i Viena. Rudolf Bing de la Metropolitan Opera House va lamentar l'estil de vida de playboy de Di Stefano, que considerava que era la causa del seu declivi vocal, encara que el mateix Di Stefano va culpar les al·lèrgies a les fibres sintètiques per danyar permanentment les seves cordes vocals.
L'any 1973, Di Stefano i Maria Callas van anar junts a una gira de recitals que va acabar l'any 1974: la crítica va remarcar que Maria Callas havia perdut la veu, però la reacció del públic va ser tanmateix entusiasta a tot arreu. Va ser durant aquest període quan hi va haver rumors d'una breu relació romàntica entre els dos cantants. Di Stefano va continuar cantant amb èxit i el seu darrer paper operístic va ser com a emperador a Turandot, el juliol de 1992.

## Vida privada i mort
El 1949 es va casar amb l'estudiant del conservatori Maria Girolami de Nova York, amb qui va tenir tres fills. La parella es va separar el 1976. El 1977 va començar una nova relació sentimental amb Monika Curth, una soprano d'opereta originària d'Hamburg, amb qui es va casar el 1993.
La seva última aparició pública va ser el 24 d'octubre de 2004 a Oderzo per rebre un premi.
El 3 de desembre de 2004, va ser greument ferit durant un robatori a casa seva a Diani Beach, (Kenya), per uns assaltants desconeguts que el van deixar a terra sagnat i inconscient. Després de ser ingressat a un hospital de Mombasa, el seu estat va resultar més greu del que semblava al principi. Després de ser sotmès a almenys tres operacions, va entrar en coma el 7 de desembre. El 23 de desembre va ser traslladat a Itàlia, on va ser hospitalitzat a Milà. Finalment es va despertar del coma, però la seva salut mai va millorar del tot. Va morir a casa seva de Santa Maria Hoè, al nord de Milà, el 3 de març de 2008 a l'edat de 86 anys.

## Estil vocal i de cant
Di Stefano era un tenor líric amb una veu suau, un timbre càlid i ric inconfusible i, almenys en els primers anys, era molt expansiu. Era admirat per les seves habilitats vocals, la seva dicció clara, el fraseig apassionat, la interpretació captivadora i l'exquisida lleugeresa del pianissimo i els matisos. Lluny de l'estudiosa precisió i "aplom" d'un Bjorling o d'un Kraus, o de la dominació vocal d'un Del Monaco o del rigor estilístic d'un Bergonzi, Di Stefano tenia una musicalitat natural, amb un estil de cant generós, instintiu i comunicatiu.
Di Stefano es pot situar en la tradició del tenori lirici post-romàntic del repertori italià i francès, on va fer actuacions memorables sobretot en la primera part de la seva carrera (Rigoletto, La traviata, La bohème, Els pescadors de perles, Manon, Faust). En els anys següents es desenvolupa en papers del repertori líric, amb més empenta i dramatúrgia (Tosca, La forza del destino, Turandot, Carmen, fins a Pagliacci i Andrea Chénier).

## Enregistraments amb Maria Callas
Di Stefano i Maria Callas van gravar moltes òperes junts, totes per a EMI. Junts van gravar les següents òperes completes:
- Lucia di Lammermoor – 1953
- I puritani – 1953
- Cavalleria rusticana – 1953
- Tosca – 1953
- Pagliacci – 1954
- Rigoletto – 1955
- Il trovatore – 1956
- La bohème – 1956
- Un ballo in maschera – 1956
- Manon Lescaut – 1957

El segell Philips va enregistrar una sèrie de duets amb Di Stefano i Callas durant el període novembre-desembre de 1972, amb Antonio de Almeida dirigint la London Symphony Orchestra. Aquestes gravacions no es van publicar oficialment, però sí que va aparèixer una versió 'pirata'.

## Altres gravacions
Di Stefano també va fer molts altres enregistraments amb altres cantants meravellosos, conjunts EMI complets de Madame Butterfly (amb de Victoria de los Ángeles, 1954) i La traviata (amb Antonietta Stella i Tito Gobbi, 1955).
Per a English Decca Records va gravar L'elisir d'amore amb Hilde Gueden i Fernando Corena (1955), La Gioconda (amb Zinka Milanov i Leonard Warren, 1957), La forza del destino (1958) i Tosca (amb Leontyne Price i Giuseppe Taddei), i Herbert von Karajan a la direcció, 1962).
Per a Ricordi (Ricordi MRO 104/105), va fer un estèreo complet Lucia di Lammermoor amb Renata Scotto, Ettore Bastianini i Ivo Vinco el 1958, amb Nino Sanzogno dirigint l'Orquestra i el Cor de La Scala, Milà.
El 1995, VAI va publicar una versió aprovada de La bohème, d'una actuació de 1959 a Nova Orleans, amb el tenor protagonitzat al costat de Licia Albanese, Audrey Schuh, Giuseppe Valdengo i Norman Treigle. A més, el 1962 el tenor va gravar fragments de la Manon de Massenet, amb Anna Moffo, dirigida per René Leibowitz.
El 1951, Di Stefano va cantar en una interpretació del Rèquiem de Verdi, al Carnegie Hall, dirigida per Arturo Toscanini, els altres solistes eren Herva Nelli, Fedora Barbieri i Cesare Siepi. Va ser llançat com a gravació per RCA.

## Cançons soltes
- Che gelida manina, Pourquoi me revéiller, Una furtiva lagrima, E lucevan le stelle, Del tempio al limitar (amb Giuseppe Marchiò) RADIO LOSANNA-EMI 1945
- È la solita storia del pastore, Oh dolce incanto, Ed anche Beppe amò, Mi par d'udire ancora RADIO LOSANNA-EMI 1946
- Ah dispar vision, E lucevan le stelle, Dei miei bollenti spiriti, È la solita storia del, Addio Mignon, Ah non-credevi tu HMV 1947
- Com'è gentil, Pourquoi me revellier EMI 1951
- Firenze è come un albero fiorito, Non piangere Liù, Nessun dorma, Ch'ella mi creda, Or son sei mesi, Oh tu che in seno agli angeli EMI 1955
- Ah mi parla di lei, Tardi si fa, Notte d'amor, Già nella notte densa, Oh come al tuo sottile, Leila, Leila mia, Non hai compreso (amb Rosanna Carteri) EMI 1957
- Un dì all'azzurro spazio, Come un bel dì di maggio, Recondita armonia, E lucevan le stelle, Non piangere Liù, Nessun dorma, Pourqoui me revellier, En fermant les yeux, La fleur, Salut demeure, De mon amie, fleur endormie Decca 1958